# USS Huntington (CL-107)
USS Huntington (CL-107) là một tàu tuần dương hạng nhẹ thuộc lớp Fargo của Hải quân Hoa Kỳ. Là chiếc tàu chiến thứ hai được đặt tên theo thành phố Huntington thuộc tiểu bang Huntington, West Virginia, nó được đóng trong giai đoạn Chiến tranh Thế giới thứ hai, nhưng chỉ hoàn tất sau khi chiến tranh đã kết thúc và chỉ được sử dụng trong vài năm.
Huntington được hạ thủy vào ngày 8 tháng 4 năm 1945 tại xưởng tàu của hãng New York Shipbuilding Corporation ở Camden, New Jersey; nó được đỡ đầu bởi Bà M. L. Jarrett, Jr., và được đưa ra hoạt động vào ngày 23 tháng 2 năm 1946 dưới quyền chỉ huy của hạm trưởng, Đại tá Hải quân Donald Rex Tallman.

## Lịch sử hoạt động
Sau chuyến đi chạy thử máy huấn luyện ngoài khơi vịnh Guantánamo, Cuba, Huntington khởi hành từ Philadelphia vào ngày 23 tháng 7 năm 1946 để phục vụ cùng Đệ Lục hạm đội tại Địa Trung Hải. Trong lượt hoạt động này nó đã ghé thăm một loạt các cảng, bao gồm Naples, Malta, Villefranche và Alexandria, góp phần làm ổn định tình hình sôi động tại Châu Âu sau chiến tranh. Rời Gibraltar vào ngày 8 tháng 2 năm 1947, chiếc tàu tuần dương tham gia các cuộc tập trận ngoài khơi vịnh Guantánamo, ghé qua Norfolk và Newport, Rhode Island, rồi lên đường vào ngày 20 tháng 5 năm 1947 cho một lượt phục vụ khác tại Địa Trung Hải.
Quay trở về sau chuyến đi vào ngày 13 tháng 9 năm 1947, Huntington rời Philadelphia vào ngày 24 tháng 10 cùng các quân nhân Hải quân Dự bị cho chuyến đi huấn luyện ngoài khơi Bermuda và Newfoundland cho đến ngày 14 tháng 11 năm 1947. Nó vào Xưởng hải quân Philadelphia trải qua một đợt đại tu lớn kéo dài đến ngày 12 tháng 4 năm 1948. Trong giai đoạn này, vị Trưởng phòng Hành quân Hải quân Hoa Kỳ tương lai, Đô đốc Arleigh Burke, lúc đó còn là Đại tá, đã nhận quyền chỉ huy con tàu từ tháng 12 năm 1947 đến tháng 12 năm 1948. Quay trở về Norfolk sau chuyến đi huấn luyện ôn tập tại vùng biển Caribe, Huntington đi đến Newport rồi khởi hành cho một lượt phục vụ khác tại Địa Trung Hải vào ngày 1 tháng 6 năm 1948.
Huntington ghé thăm nhiều cảng từ tháng 6 đến tháng 8 năm 1948, và sau khi băng qua kênh đào Suez vào ngày 22 tháng 9, thực hiện chuyến viếng thăm hữu nghị đến Châu Phi và Nam Mỹ, đi đến Buenos Aires, Argentina vào ngày 6 tháng 11. Con tàu có vinh dự được Tổng thống Juan Perón chính thức viếng thăm, rồi tiếp tục đi đến Uruguay, nơi nó được Tổng thống Luis Batlle Berres thị sát vào ngày 10 tháng 11. Chiếc tàu tuần dương ghé lại Rio de Janeiro và Trinidad trước khi kết thúc chuyến đi thiện chí hữu ích này vào ngày 8 tháng 12 năm 1948.
Chiếc tàu tuần dương thực hiện một chuyến đi ngắn từ Philadelphia đến vùng biển Caribe, quay trở về Newport vào ngày 22 tháng 1 năm 1949, và được cho ngừng hoạt động vào ngày 15 tháng 6 năm 1949. Sau hơn mười năm bị bỏ không cùng Hạm đội Dự bị, Huntington được cho rút khỏi danh sách Đăng bạ Hải quân vào ngày 1 tháng 9 năm 1961, rồi được bán cho hãng Boston Metals tại Baltimore, Maryland vào ngày 16 tháng 5 năm 1962 để tháo dỡ.

## Phần thưởng[1]
|  |  |  |

| Huân chương Chiến dịch Hoa Kỳ | Huân chương Chiến thắng Thế Chiến II | Huân chương Phục vụ Chiếm đóng Hải quân |